# Lutsharel Geertruida
Lutsharel Geertruida (ur. 18 lipca 2000 w Rotterdamie) – holenderski piłkarz, występujący na pozycji obrońcy w niemieckim klubie RB Leipzig oraz w reprezentacji Holandii. Uczestnik Mistrzostw Europy 2024. Wychowanek Feyenoordu.